# Cociente Hare
La cuota Hare o cociente Hare es una fórmula utilizada en sistemas de representación proporcional que representa el número de votos requeridos para obtener un escaño. Resulta de dividir el número de votos válidos de unas elecciones entre el número de escaños en juego. Se utiliza en sistemas electorales de voto único transferible o en sistemas de representación proporcional por listas electorales que utilizan el método del resto mayor.
El cociente Hare/Niemeyer, o sistema de proporciones matemáticas, fue desarrollado por el matemático alemán Niemeyer y promovido para un sistema electoral por el jurista inglés Sir Thomas Hare. Se realiza mediante una fórmula modificada.
El cociente Hare es el sistema reparto de escaños más importante de Brasil, permitiendo establecer el número mínimo de escaños asignados a cada partido o coalición. Los escaños restantes se asignan según el sistema D'Hondt. Este procedimiento se emplea en las elecciones para la Cámara de Federal de Diputados, Asambleas Estatales, Cámaras Municipales y del Distrito Federal.

## Reparto
Si se eligen {\displaystyle n} escaños para un cuerpo colegiado, y se emiten {\displaystyle m} votos válidos, se establece un cociente {\displaystyle q} el cual servirá para repartir los votos. Este cociente se calcula mediante la fórmula:
{\displaystyle q={\frac {m}{n}}}
con {\displaystyle q} aproximado al entero más próximo inferior.
Si la {\displaystyle i}-ésima lista de {\displaystyle I} listas inscritas obtiene {\displaystyle m_{i}} votos, esta lista tendrá {\displaystyle e_{i}} escaños por cociente y {\displaystyle r_{i}} votos por residuo mediante la fórmula: {\displaystyle m_{i}=qe_{i}+r_{i}}.
{\displaystyle e_{i}=\left\lfloor {\frac {m_{i}}{q}}\right\rfloor ,r_{i}=m_{i}-qe_{i}}
Sea {\displaystyle k} el número de escaños que no son obtenidos por cociente:
{\displaystyle k=n-\sum _{i=1}^{I}e_{i}}
Estos {\displaystyle k} escaños son repartidos entre los mayores {\displaystyle k} residuos {\displaystyle r_{i}}.
De esta forma, el número total de escaños del {\displaystyle i}-ésimo partido será {\displaystyle p_{i}=e_{i}} o {\displaystyle p_{i}=e_{i}+1}.

## Características
Habitualmente su efecto es menos favorable a los partidos mayores que el que obtienen mediante la aplicación de los sistemas de Imperiali, Droop o Faraco. Produce cocientes mayores, por lo que, salvo en casos muy especiales, habrá menos candidatos elegidos por cociente que escaños disponibles. Los escaños faltantes se suelen repartir por un sistema como el método del resto mayor.

## Ejemplos
Suponiendo que se presenten siete partidos para elegir 21 escaños, los partidos reciben 1.000.000 votos repartidos así:
| Partido A | 391.000 votos |
| Partido B | 311.000 votos |
| Partido C | 184.000 votos |
| Partido D | 73.000 votos  |
| Partido E | 27.000 votos  |
| Partido F | 12.000 votos  |
| Partido G | 2.000 votos   |

| Partido              |                        | Partido A           | Partido B           | Partido C           | Partido D           | Partido E           | Partido F           | Partido G           | Total     |
| -------------------- | ---------------------- | ------------------- | ------------------- | ------------------- | ------------------- | ------------------- | ------------------- | ------------------- | --------- |
| Votos por partido    | {\displaystyle m_{i}}  | 391.000             | 311.000             | 184.000             | 73.000              | 27.000              | 12.000              | 2.000               | 1.000.000 |
| Cociente             | {\displaystyle m/n}    | {\displaystyle m/n} | {\displaystyle m/n} | {\displaystyle m/n} | {\displaystyle m/n} | {\displaystyle m/n} | {\displaystyle m/n} | {\displaystyle m/n} | 47.619    |
| Escaños por cociente | {\displaystyle e_{i}}  | 8                   | 6                   | 3                   | 1                   | 0                   | 0                   | 0                   | 18        |
| Votos por cociente   | {\displaystyle qe_{i}} | 380.952             | 285.714             | 142.857             | 47.619              | 0                   | 0                   | 0                   | 857.142   |
| Votos de residuo     | {\displaystyle r_{i}}  | 10.048              | 25.286              | 41.143              | 25.381              | 27.000              | 12.000              | 2.000               | 142 858   |
| Escaños por residuo  |                        |                     |                     | +1                  | +1                  | +1                  |                     |                     | +3        |
| Total de escaños     | {\displaystyle p_{i}}  | 8                   | 6                   | 4                   | 2                   | 1                   | 0                   | 0                   | 21        |